# Élection présidentielle autrichienne de 1998
L’élection présidentielle autrichienne de 1998 (Bundespräsidentenwahl in Österreich 1998) se sont tenues en Autriche le 19 avril 1998, en vue d'élire le président fédéral pour un mandat de six ans. Thomas Klestil a été réélu au 1er tour avec plus de 63 % des suffrages.

## Résultats
|                          | Thomas Klestil           | ÖVP                      | 2 644 034 | 63,42 |  |  |
|                          | Gertraud Knoll           | Sans                     | 566 551   | 13,59 |  |  |
|                          | Heide Schmidt            | LIF                      | 464 625   | 11,14 |  |  |
|                          | Richard Lugner           | DU                       | 413 066   | 9,91  |  |  |
|                          | Karl Nowak               | Sans                     | 81 043    | 1,94  |  |  |
|                          |                          |                          |           |       |  |  |
| Suffrages exprimés       | Suffrages exprimés       | Suffrages exprimés       | 4 169 319 | 95,82 |  |  |
| Votes blancs ou nuls     | Votes blancs ou nuls     | Votes blancs ou nuls     | 181 953   | 4,18  |  |  |
| Total                    | Total                    | Total                    | 4 351 272 | 100   |  |  |
| Abstention               | Abstention               | Abstention               | 1 497 312 | 25,60 |  |  |
| Inscrits / Participation | Inscrits / Participation | Inscrits / Participation | 5 848 584 | 74,40 |  |  |